# روگوژین
روگوژین (به لاتین: Rrogozhinë) یک شهرک در آلبانی است که در شهرستان تیرانا واقع شده‌است.